# Vanessa Chefer Spínola
Vanessa Chefer Spínola, född 5 mars 1990, är en friidrottare från Brasilien. Hon deltog vid olympiska sommarspelen 2016.